# David Černý

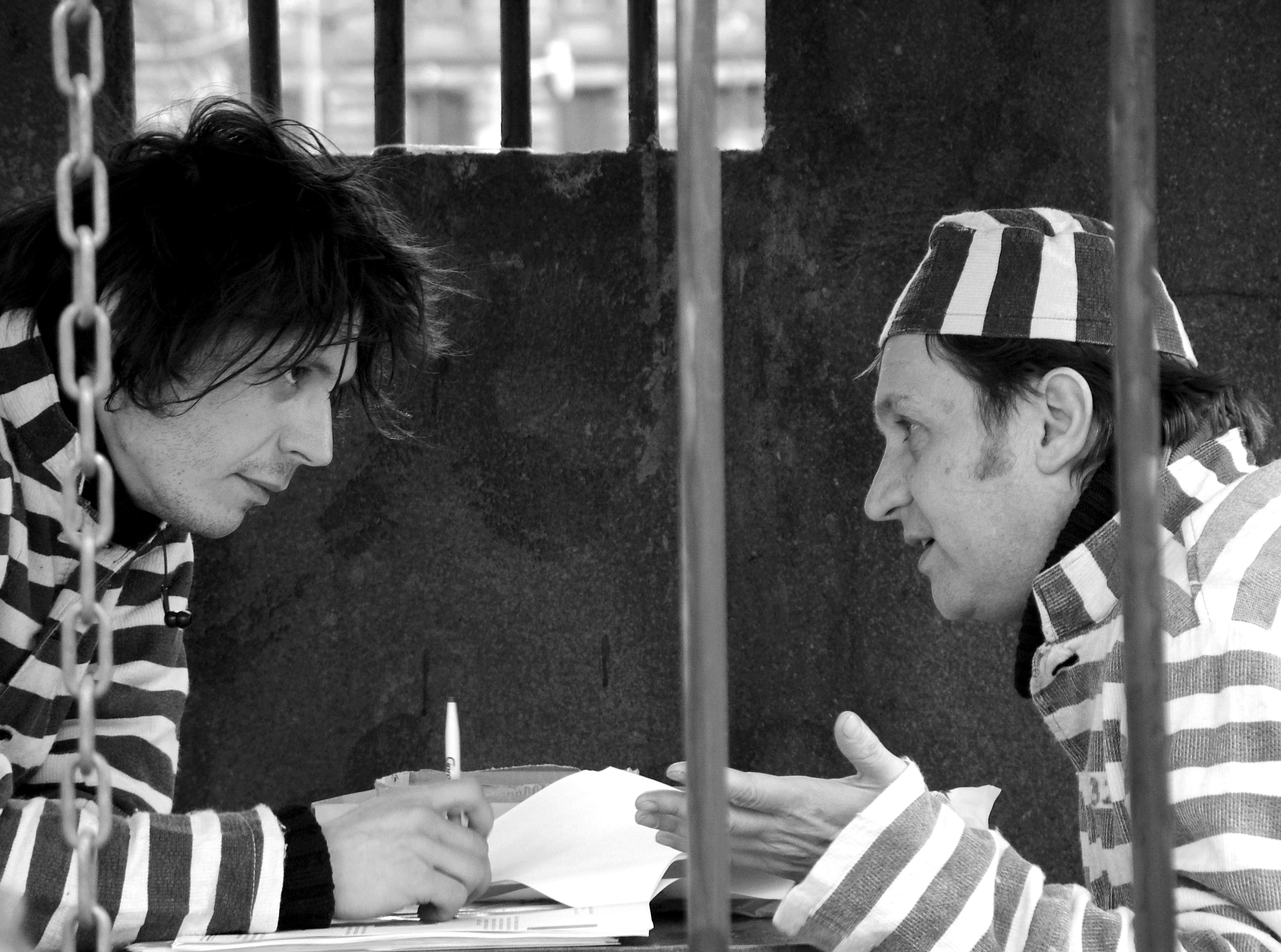
David Černý (vlevo) jako vězeň na Václavském náměstí při protestu proti režimu na Kubě, 2004

David Černý (* 15. prosince 1967, Praha) je český umělec, který je znám především jako tvůrce různých kontroverzních a provokativních plastik. V letech 1988–1996 vystudoval Vysokou školu uměleckoprůmyslovou v Praze a je laureátem Ceny Jindřicha Chalupeckého, grantu Nadace Pollocka a Krasnerové a ceny na bienále v Kortrijku.

## Vzdělání
- 1991 – Rezidenční pobyt Boswil, Švýcarsko
- 1988–1996 – Vysoká škola uměleckoprůmyslová, Praha, ateliér Kurta Gebauera
- 1994–1995 – P.S.I. artists residence, New York
- 1995–1996 – Whitney Museum Independent Study Program, New York

## Ceny a granty
- 1990 – zvláštní cena na bienále v Kortrijku (Belgie)
- 1996 – Pollock Krasner Foundation Grant (USA)
- 2000 – Cena Jindřicha Chalupeckého[1]

Na svou činnost získává miliony korun z dotací či od sponzorů jako například byl Zdeněk Bakala.

## Dílo

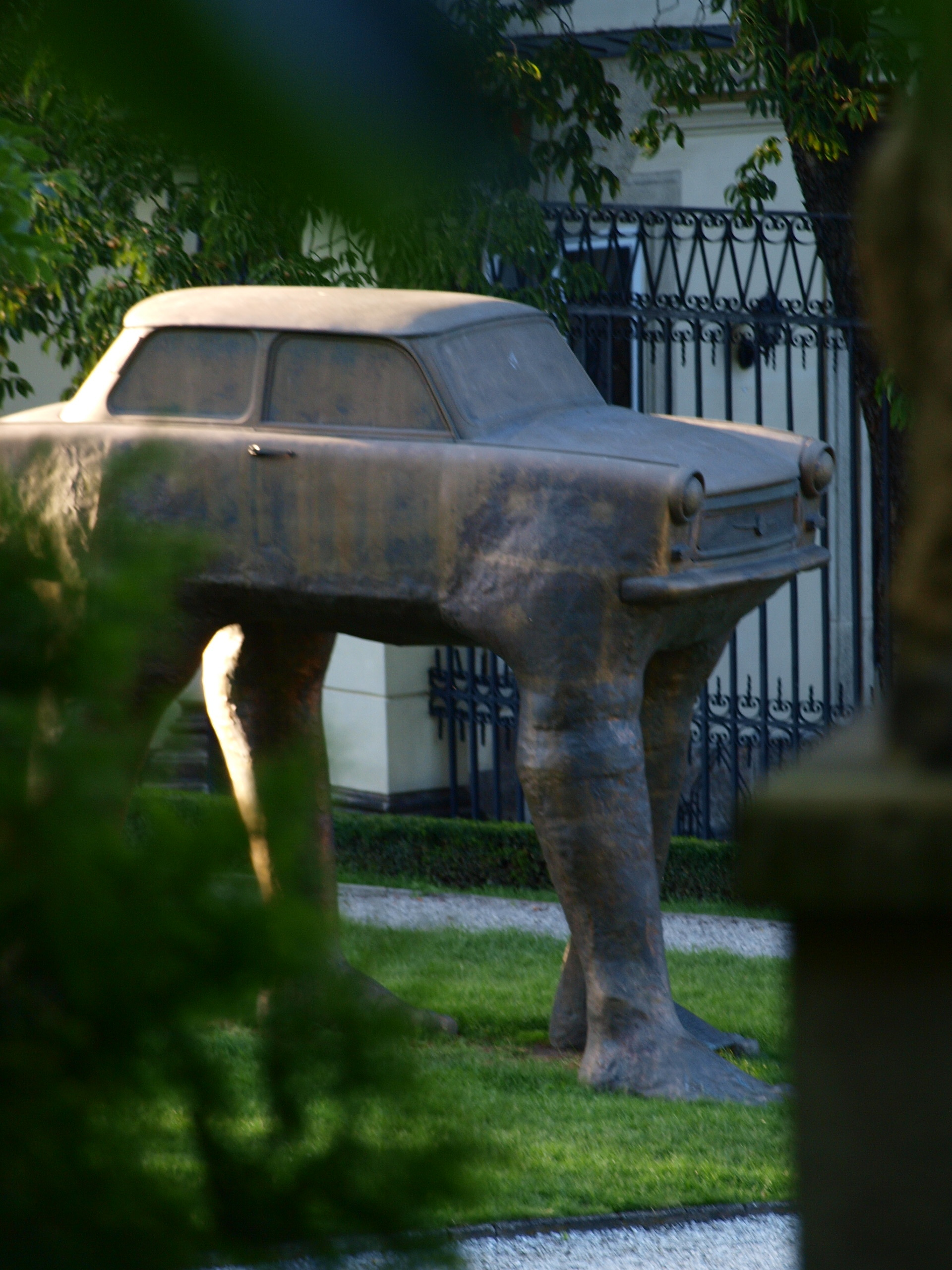
Quo vadis

### Quo vadis
Quo vadis je prvním dílem Davida Černého, které vzbudilo větší veřejnou pozornost. Jedná se o plastiku Trabantu na nohách, symbolizující hromadný exodus východních Němců přes velvyslanectví západního Německa v Praze v létě a na podzim 1989. V roce 1990 byla umístěna na Staroměstské náměstí v Praze. Originál dostalo Fórum pro soudobé dějiny v Lipsku. Bronzový odlitek je od podzimu roku 2001 umístěn na zahradě německého velvyslanectví v Lobkovickém paláci na pražské Malé Straně.

### Růžový tank

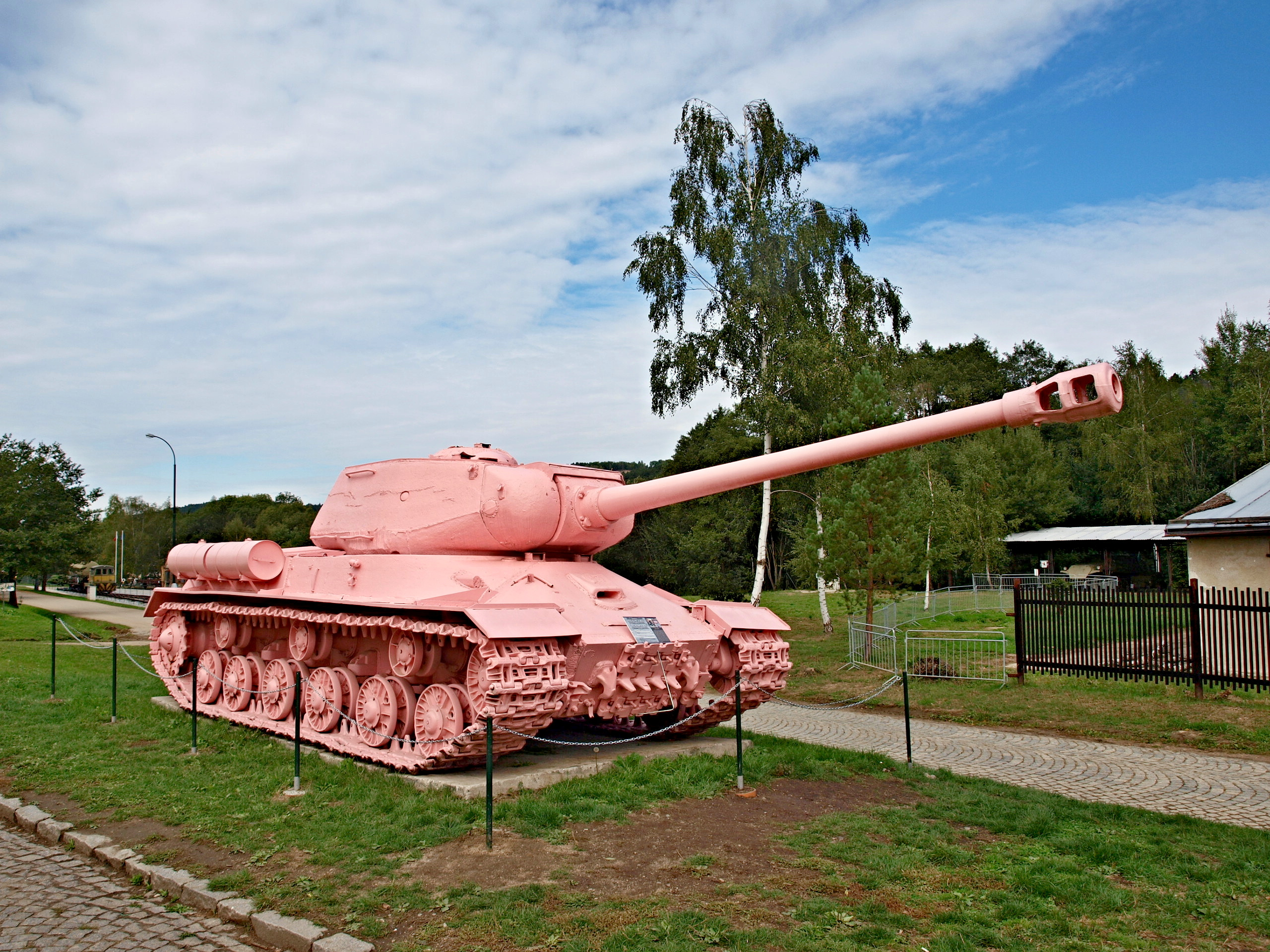
Růžový tank v Lešanech; v květnu 2017 byl přesunut k červenému kostelu v Brně

Dne 28. dubna 1991 společně se svým kamarádem natřel růžovou barvou známý pražský tank IS-2 č. 23, což tehdy vyvolalo skandál. Roku 2008 na Smíchově krátce umístil pouze torzo růžového tanku s bílým invazním pruhem. V době války v Jižní Osetii tak reagoval na ruskou zahraniční politiku. Růžový tank však není první svého druhu. V roce 1985 natřela narůžovo tank polská skupina Lady Pank, která tak reagovala na represe polského komunistického režimu.

### Torzo invazního tanku

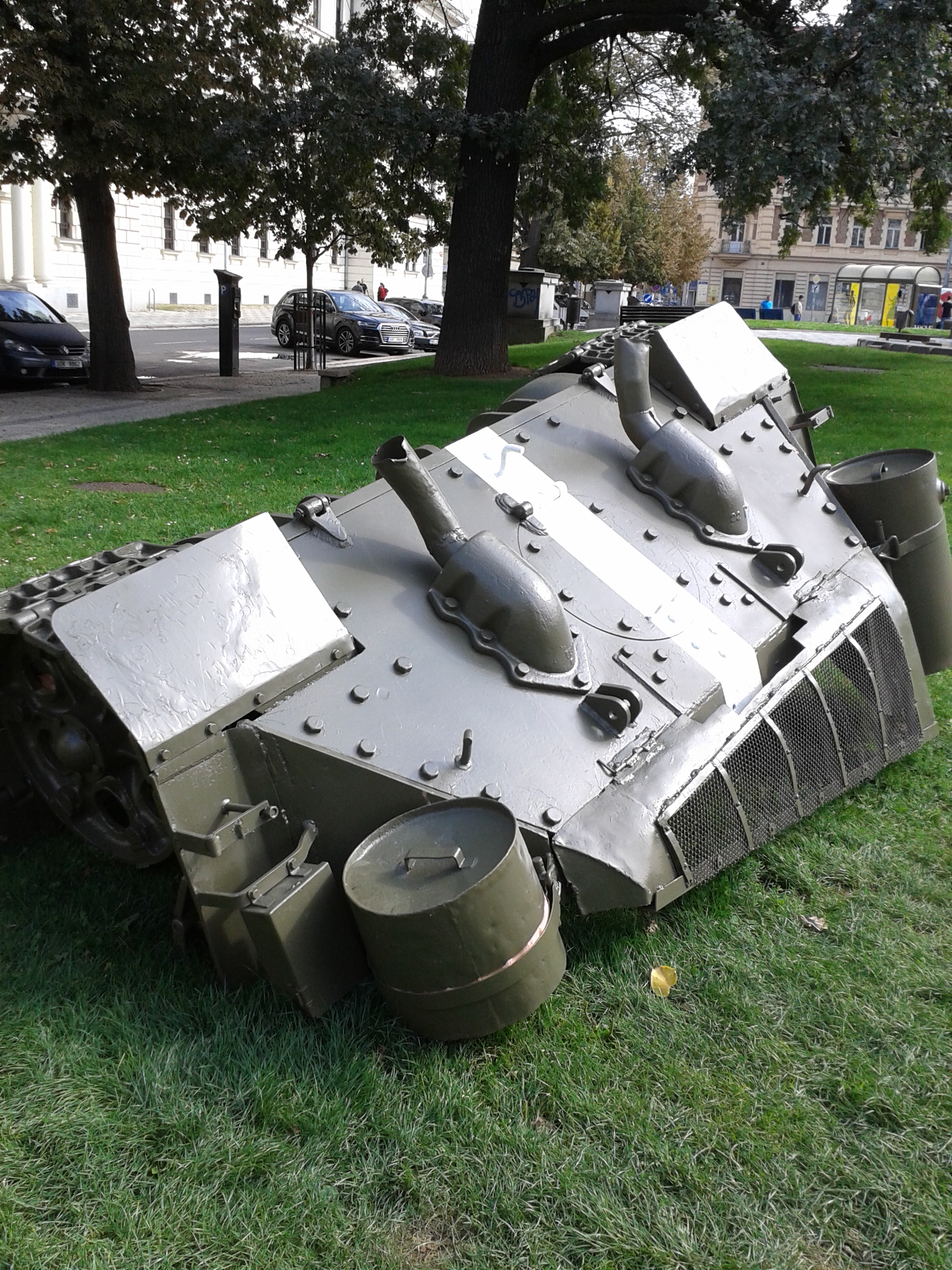
Torzo invazního tanku na náměstí Kinských v Praze

Dne 21. srpna 2018 ráno v den padesátého výročí od sovětské okupace Československa v roce 1968 umístil umělec David Černý na náměstí Kinských v Praze 5 torzo tanku v klasické zelené barvě s bílým okupačním pruhem. Umělecký objekt je dle jeho slov na travnaté ploše „Dočasně umístěn. Tak tomu říkali“. Původně měl být objekt deinstalován za dva dny, ale radní Prahy 5 povolení k umístění prodloužili až do konce roku 2018. V červnu 2024 se torzo tanku na náměstí stále nachází.

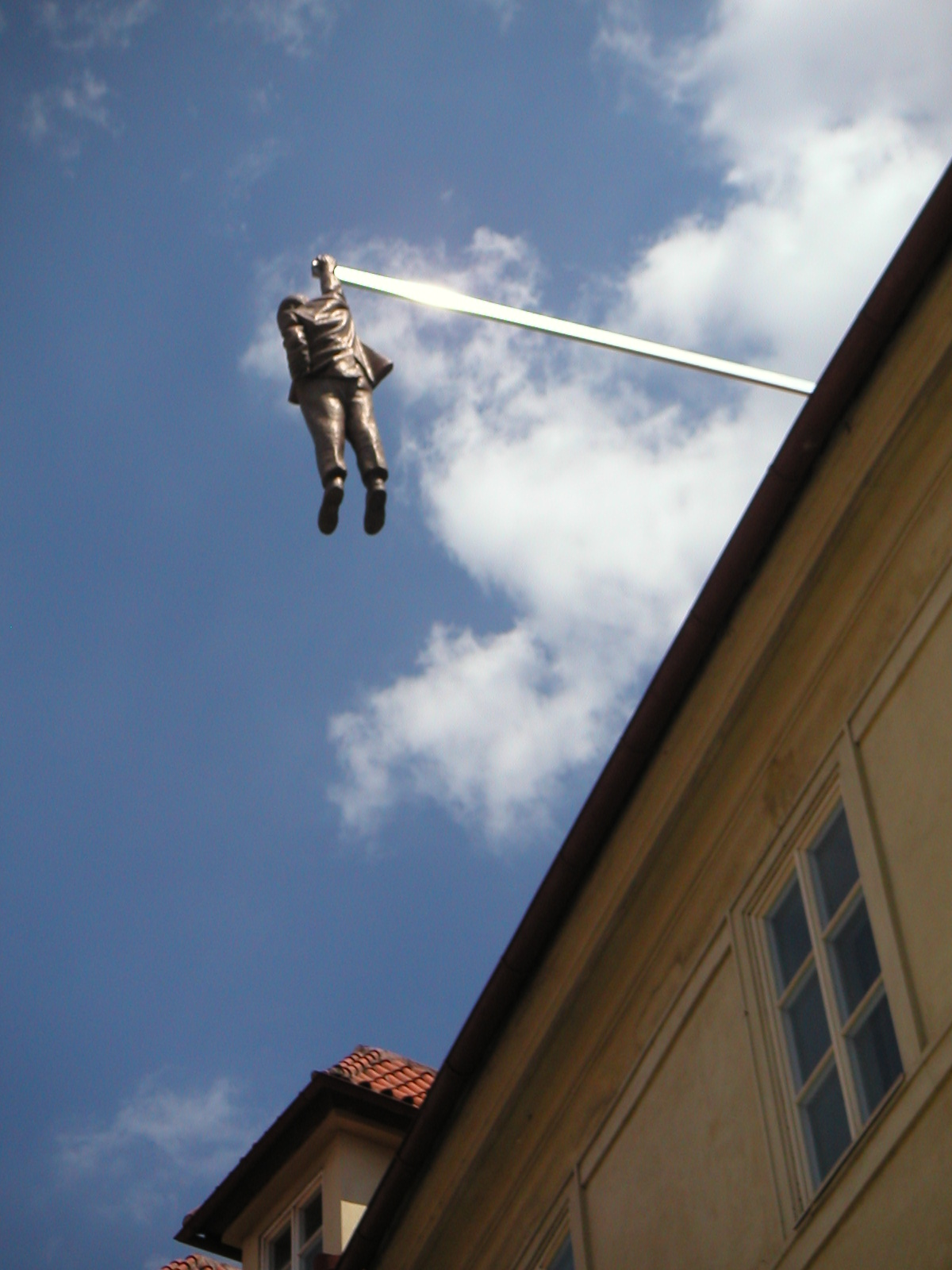
Socha Sigmunda Freuda visícího za jednu ruku

### Viselec

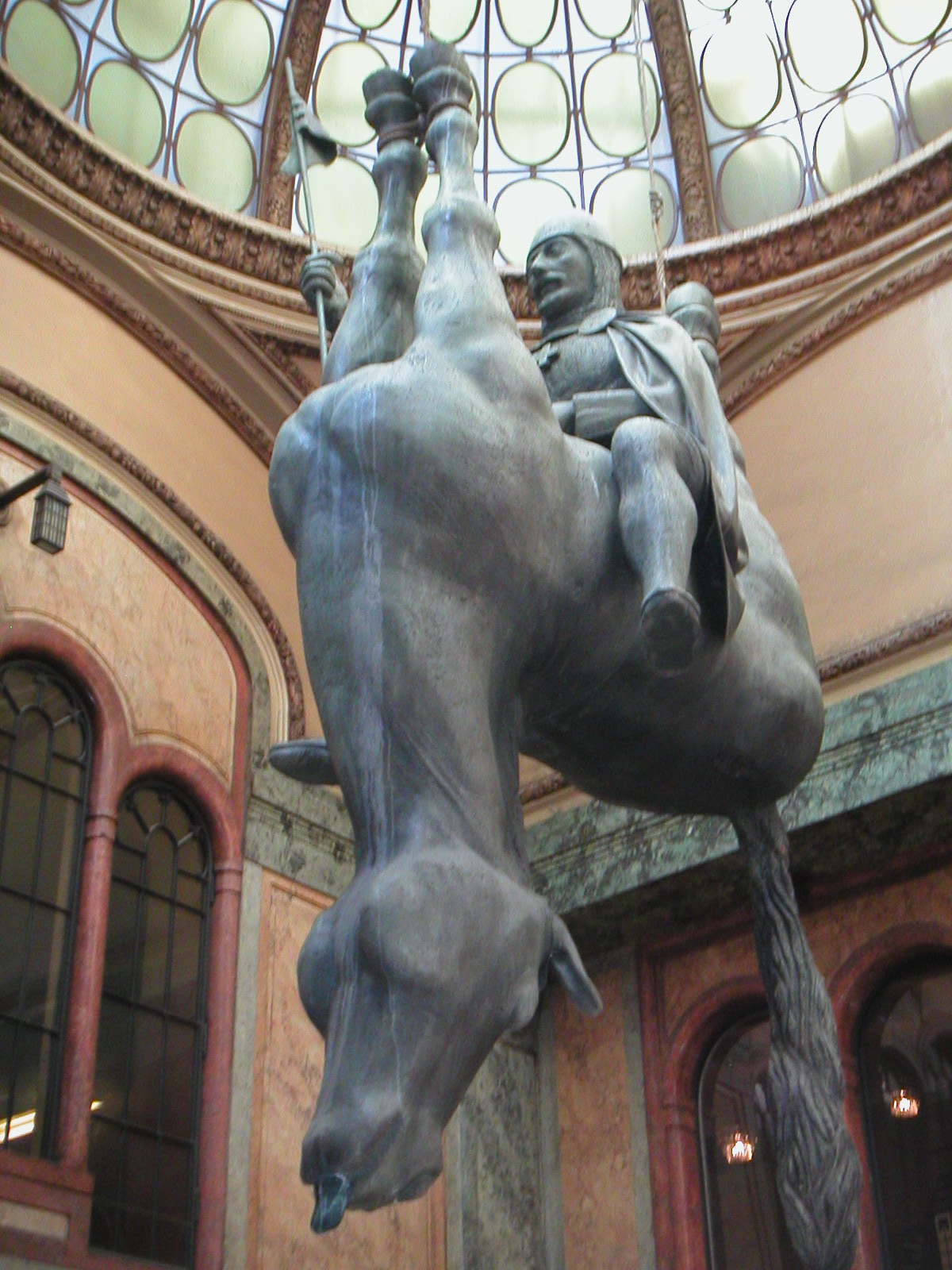
Socha svatého Václava jedoucího na mrtvém koni v pasáži pražského Paláce Lucerna

Jako Viselec nebo Zavěšený muž je označována socha Sigmunda Freuda o výšce 220 cm visícího za jednu ruku na střeše v Husově ulici v Praze. Socha pochází z roku 1997. V roce 1999 Viselec shlížel ze stockholmského Muzea moderního umění na výstavu výtvarného umění z bývalých komunistických zemí Evropy. V létě 2007 visela socha Sigmunda Freuda v Chicagu. V roce 2007 socha způsobila poplach u hasičů i policie v michiganském městě Grand Rapids poblíž arény Van Andel. Lidé si Freuda spletli se sebevrahem. V roce 2009 byla součástí výstavy vítězů Ceny Jindřicha Chalupeckého, kterou v jihokorejských městech Soulu a Tegu v rámci českého předsednictví v EU uspořádalo Velvyslanectví ČR v Korejské republice. Také na budově Uměleckého muzea Soulské národní univerzity (Seoul National University Museum of Art vyvolal hned první noc poplach.
| „                    | ...Socha zobrazuje potřeby člověka vědomě rozhodovat o tom, zda žít, nebo to vzdát... | “ |
| — Michiganský deník. |                                                                                       |   |

### Kůň
Mezi jeho známá díla patří také žertovná plastika „Kůň“ z roku 1999, představující svatého Václava sedícího na břiše svého mrtvého koně. Původně byla umístěna na dolním konci Václavského náměstí, v současné době je instalována v pasáži paláce Lucerna v Praze na Novém Městě. Tato socha byla instalována za podpory Dagmar Havlové, švagrové Václava Havla a majitelky Lucerny, jež uzavřela s umělcem dohodu, podle níž má dílo viset v Pasáži Lucerna do té doby, dokud nebude v zemích Koruny české obnovena konstituční monarchie.

### Miminka Babies

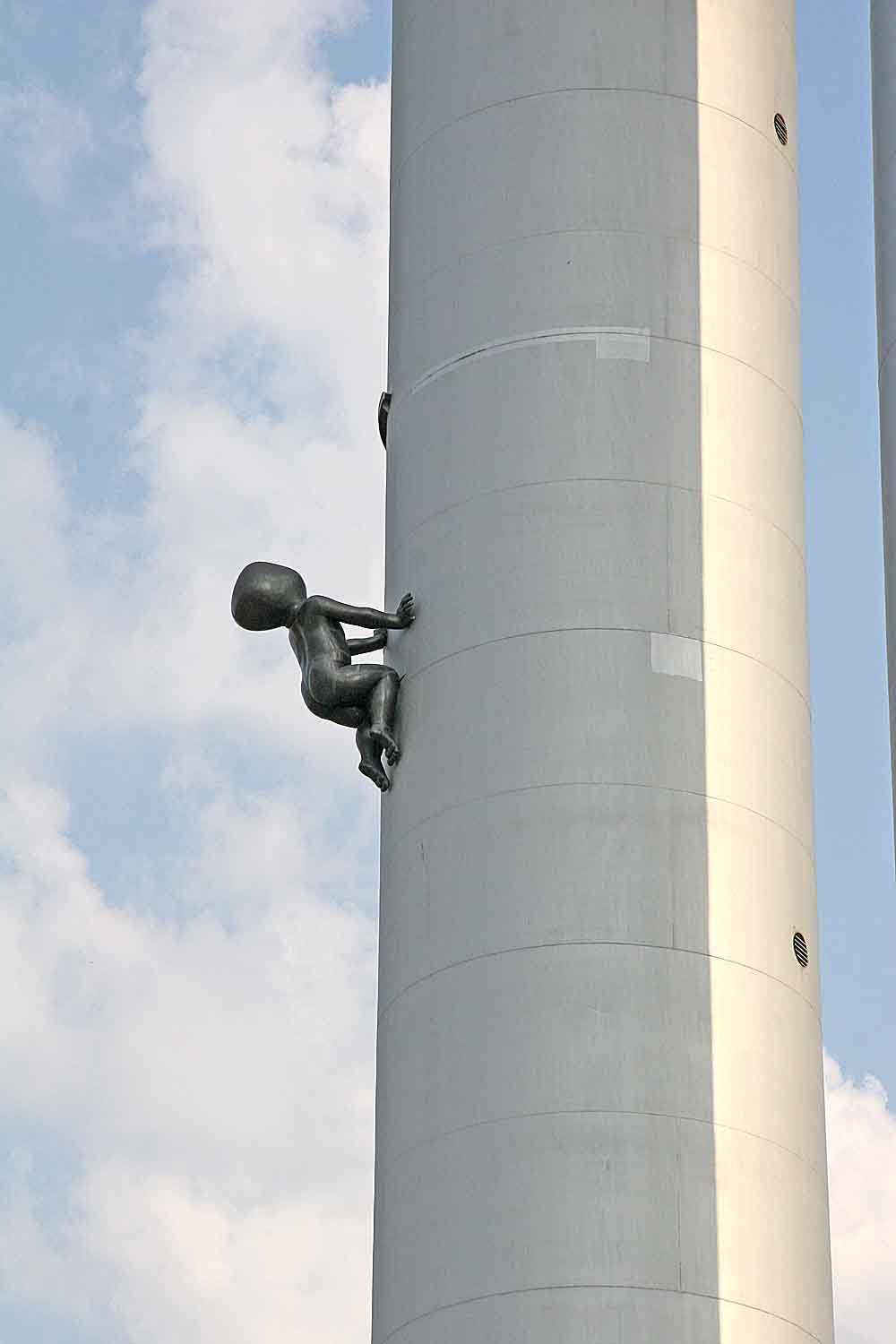
Jedno z Miminek na Žižkovském televizním vysílači v Mahlerových sadech

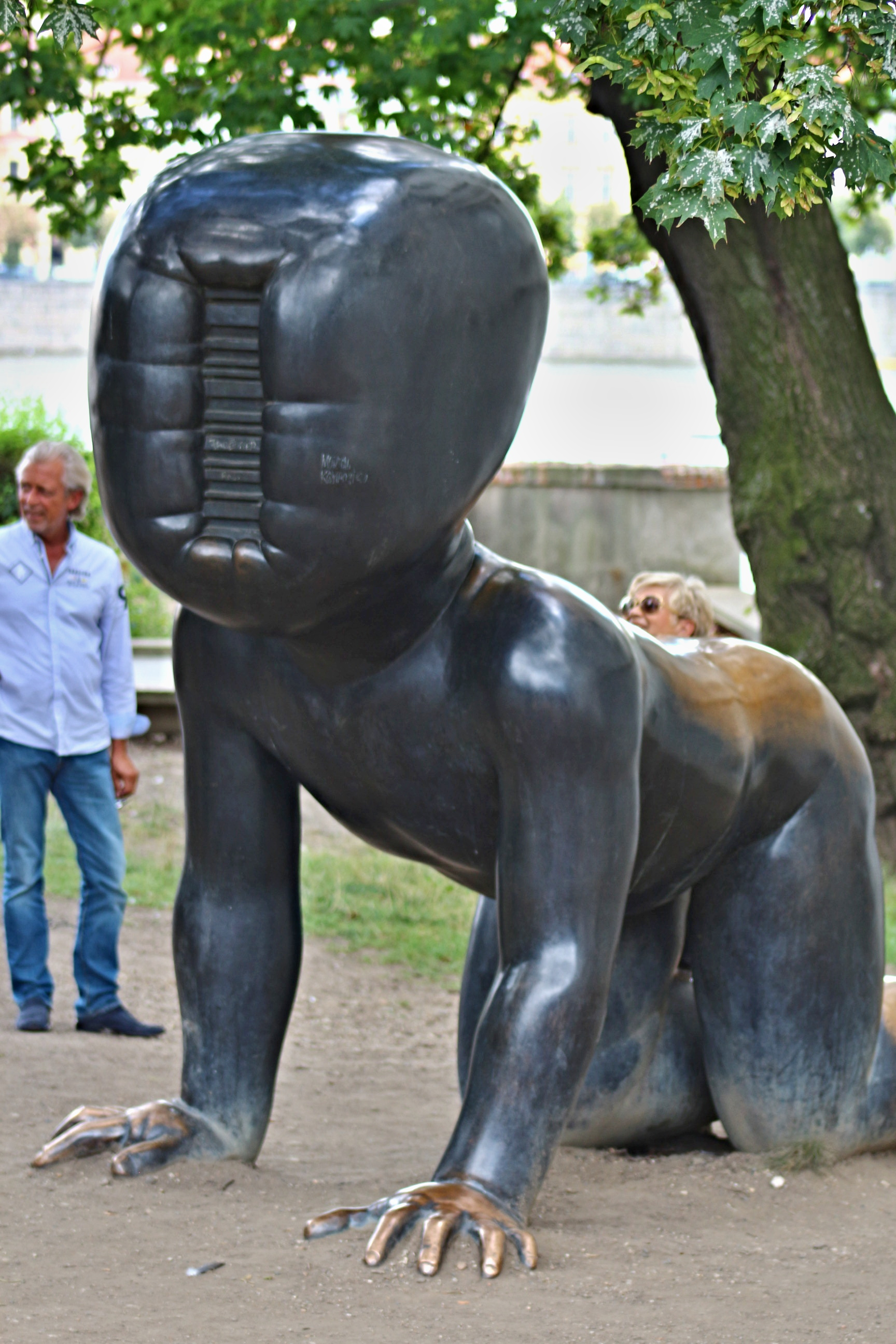
Jedno z Miminek před muzeem Kampa

Mezi jeho další známá díla patří například Miminka Babies, černé laminátové sochy deseti miminek umístěné na Žižkovském vysílači. Nejprve byla na věž instalována dočasně v rámci projektu Praha Evropské město kultury 2000. Koncem roku byla sejmuta, avšak pro velký úspěch byla roku 2001 upevněna na věž na trvalo. Reakce však nebyly jen pozitivní, server VirtualTourist.com ocenil v roce 2009 Žižkovský vysílač jako druhou nejošklivější stavbu světa a batolata Davida Černého jsou v popisu výslovně zmíněna takto: Je už sama o sobě dost ošklivá, ale malé lezoucí děti od výtvarníka Davida Černého ji z ostudy proměnily v něco, z čeho se vám opravdu zatočí hlava. Tři bronzová miminka stejného vzhledu jsou instalována na Kampě, jedno (od roku 2020) u kostela Povýšení svatého Kříže na Žižkově (Atrium na Žižkově).

### Futura – Brown-nosing
V Praze na Smíchově v galerii Futura v Holečkově ulici je trvale umístěno sousoší z roku 2003. Jedná se o torza nahých dolních částí těl dvou sehnutých mužských postav o výšce 520 cm. Po žebříku je možno vylézt k otvoru v zadní části těl, otvory lze sledovat videosmyčku, na níž se Václav Klaus a Milan Knížák spokojeně krmí kaší.

### Návrh pomníku na Klárově
V roce 2004 byl společně s Ivanem Theimerem, Vladimírem Preclíkem, Michalem Gabrielem a Jaroslavem Rónou osloven, aby navrhl pomník odboji během druhé světové války na pražském Klárově. Černého projekt vyhrál, ale proti realizaci se postavil Český svaz bojovníků za svobodu kvůli Černého mediálním výrokům směřujícím proti českým komunistům i nacionalistům. Pomník byl nakonec postaven podle návrhu, jehož autorem je sochař Vladimír Preclík.

### Čůrající postavy

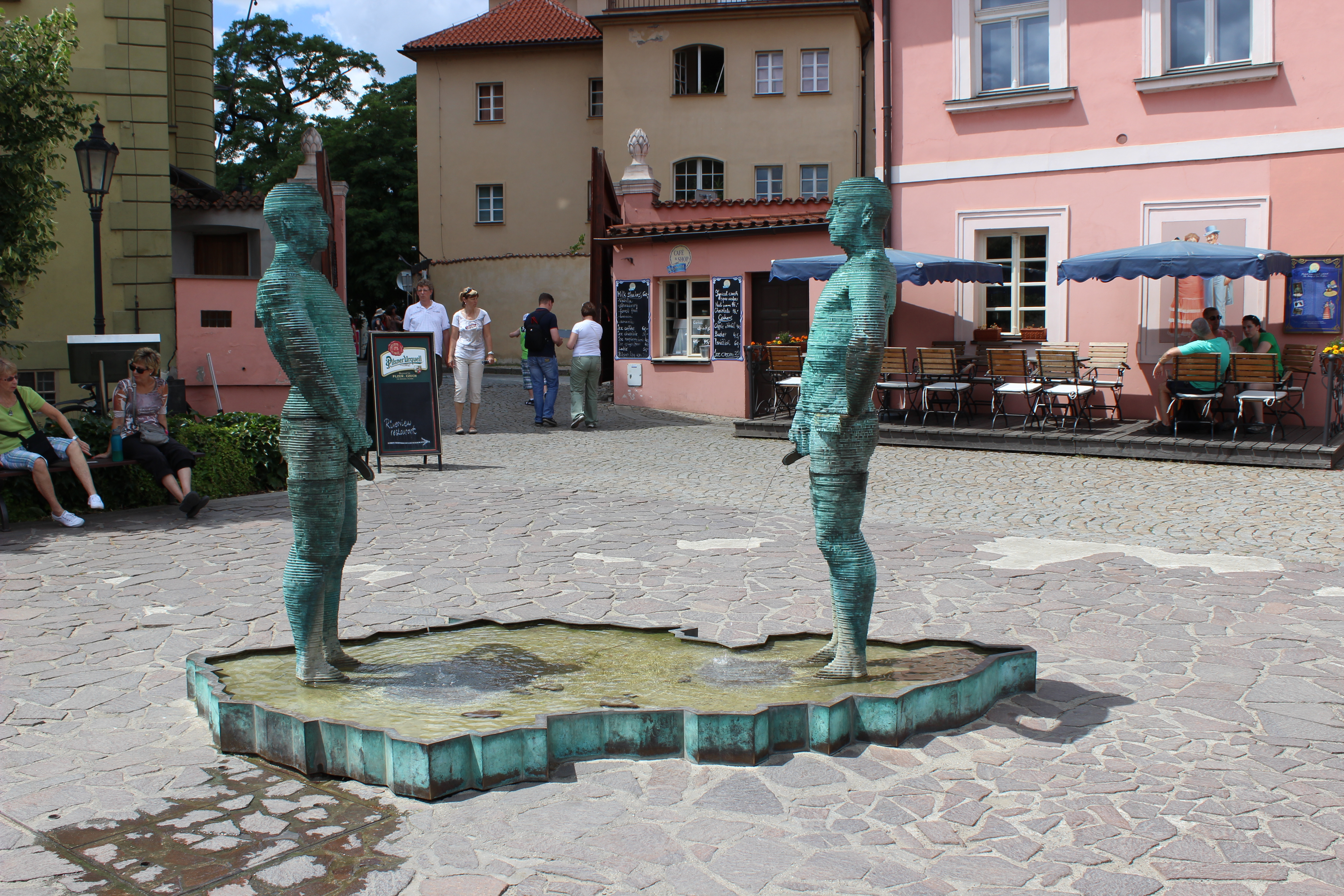
Čurající postavy na Malé Straně

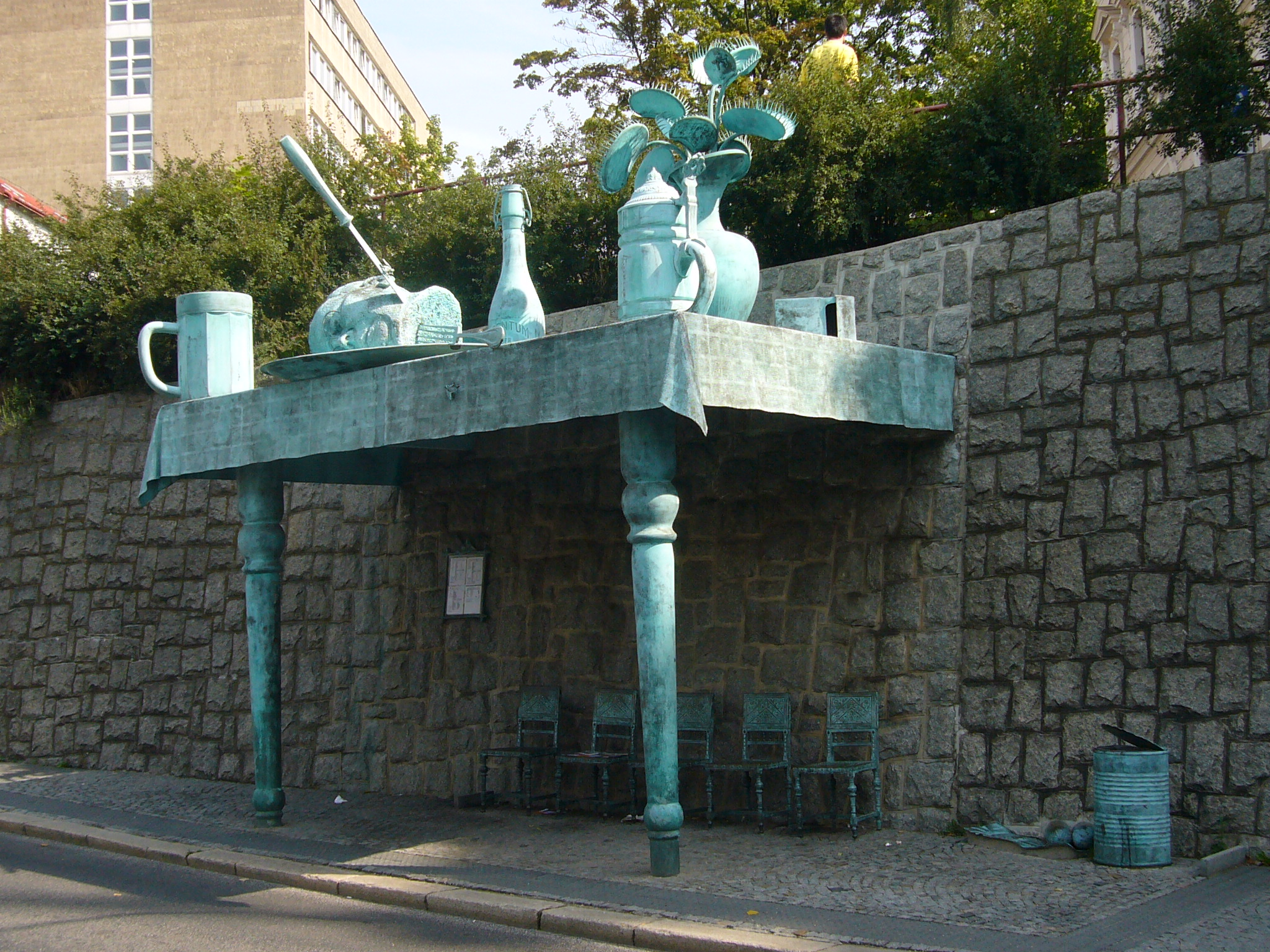
„Hostina obrů“, autobusová zastávka „Sokolská u zdi“ v Liberci

Na dvoře Hergetovy cihelny na pražské Malé Straně je umístěno od roku 2004 dílo nazývané Čůrající postavy. Dvě bronzové mužské postavy o výšce 210 cm jsou ovládány elektronickým zařízením, které umožňuje natáčet boky a zvedat penis tak, že proud vody na hladinu jezírka ve tvaru České republiky píše písmena. Standardně opakované citáty lze přerušit textem zaslaným pomocí SMS.

### Hostina obrů
Dne 1. července 2005 bylo odhaleno na liberecké autobusové zastávce „Sokolská u zdi“ dílo Hostina obrů, které je tvořeno bronzovým zastávkovým přístřeškem v podobě stolu, na jehož desce jsou například liberecké párky, masožravá rostlina, propíchnutá lidská hlava, půllitr a žejdlík. Investorem díla byla Spacium o. p. s. společně s dalšími subjekty.

### Metalmorphosis
Obří kovová hlava o výšce 7 metrů a hmotnosti 13 tun s pohybujícími se částmi je od roku 2007 umístěna u sídla společnosti American Asset ve městě Charlotte v Severní Karolíně. Z úst sochy stříká voda do bazénku. Slavnostnímu odhalení byl přítomen český ministr zahraničí Karel Schwarzenberg a kapela The Plastic People of the Universe.

### Červená auta
Dvě červená auta zavěšená na budově kulturního centra MeetFactory v prostoru železničního depa v Praze na Smíchově. Centrum bylo otevřeno v roce 2007.

### Entropa
Pod jeho vedením vznikala instalace, která měla v bruselské budově Rady EU reprezentovat Českou republiku po dobu jejího předsednictví od ledna do června 2009. V instalaci vysoké 16 metrů v podobě skládačky je každý stát Evropské unie reprezentován určitým stereotypem, který podle Černého o něm mají zažitý ostatní obyvatelé Evropy. Česko má podobu zlatem lemovaného displeje s výroky Václava Klause. Na projektu podle Černého údajně spolupracovalo celkem 27 výtvarníků (jejichž existenci nakonec sám vyvrátil – ve skutečnosti se na plastice podíleli také jeho tři asistenti, Tomáš Pospiszyl a Krištof Kintera) a již v počátku ho provázely kontroverzní reakce. Proti zpodobnění Bulharska protestovalo tamější ministerstvo zahraničí.
| „             | Groteskní nadsázka a mystifikace patří ke znakům české kultury a vytváření falešných identit je jednou ze strategií současného umění | “ |
| — David Černý | |   |

### Penisová fontána
V polovině října 2009 potvrdil investor multifunkčního Copa centra (nově Quadrio) budovaného u stanice metra Národní třída, že v neveřejném výběrovém řízení bylo jím navržená penisová fontána vybrána k umístění na dvoraně nové budovy. Fontána měla mít podobu asi 30 bronzových poloztopořených různě tlustých penisů, které měly střídavě chrlit vodu, kolem středního osmnáctimetrového penisu. Plastika měla být podle Černého především komentářem k situaci a současnému obsazení českého parlamentu. Na penisech měly být zabudovány displeje, na nichž se budou objevovat jména podle aktuálního politického dění. S investorským subjektem byl spojen podnikatel Sebastian Pawlowski, který je spojován i s Černého fontánou Čurajících postav na dvoře Hergetovy cihelny v Praze.
Namísto fontány u obchodního centra Quadrio byla nakonec realizována pohyblivá Hlava Franze Kafky.

### London Booster

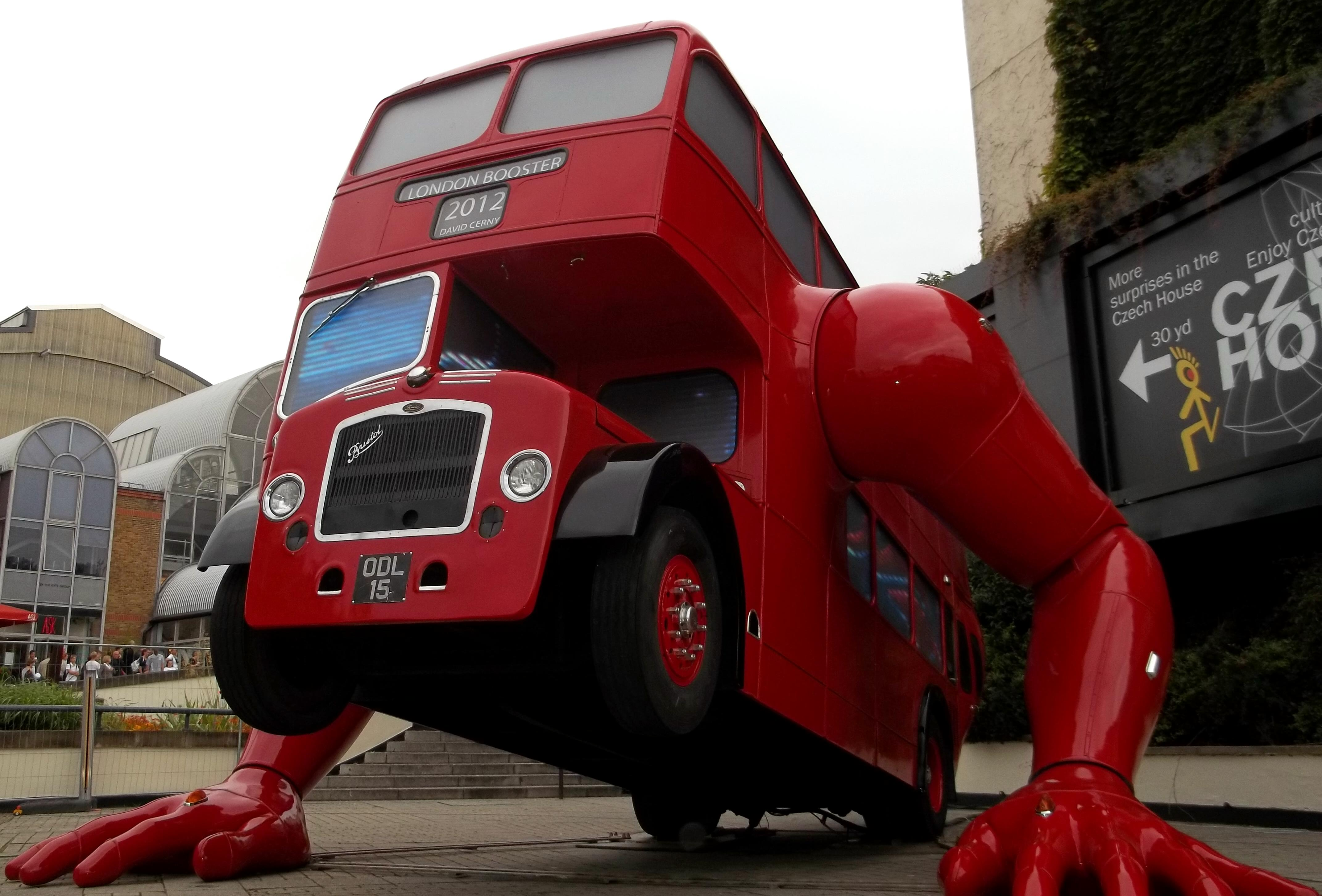
London Booster před Českým domem v Islingtonu

K londýnské olympiádě v červenci 2012 připravil anglický patrový autobus v podobě atleta, který dělá kliky, s názvem London Booster. Autobus má připevněny obrovské paže, které se pomocí motorů umístěných uvnitř autobusu ohýbají a šestitunový autobus se tak pohybuje nahoru a dolů, hekaje. Zadní strana autobusu pak vypadá jako veliké lidské pozadí. Okna nahrazují obrazovky s videoprojekcí. Během olympijských her měl být klikující autobus vystaven před Českým domem v Londýně–Islingtonu. Poté se přesunul na pražský Chodov.

### Hlava Franze Kafky

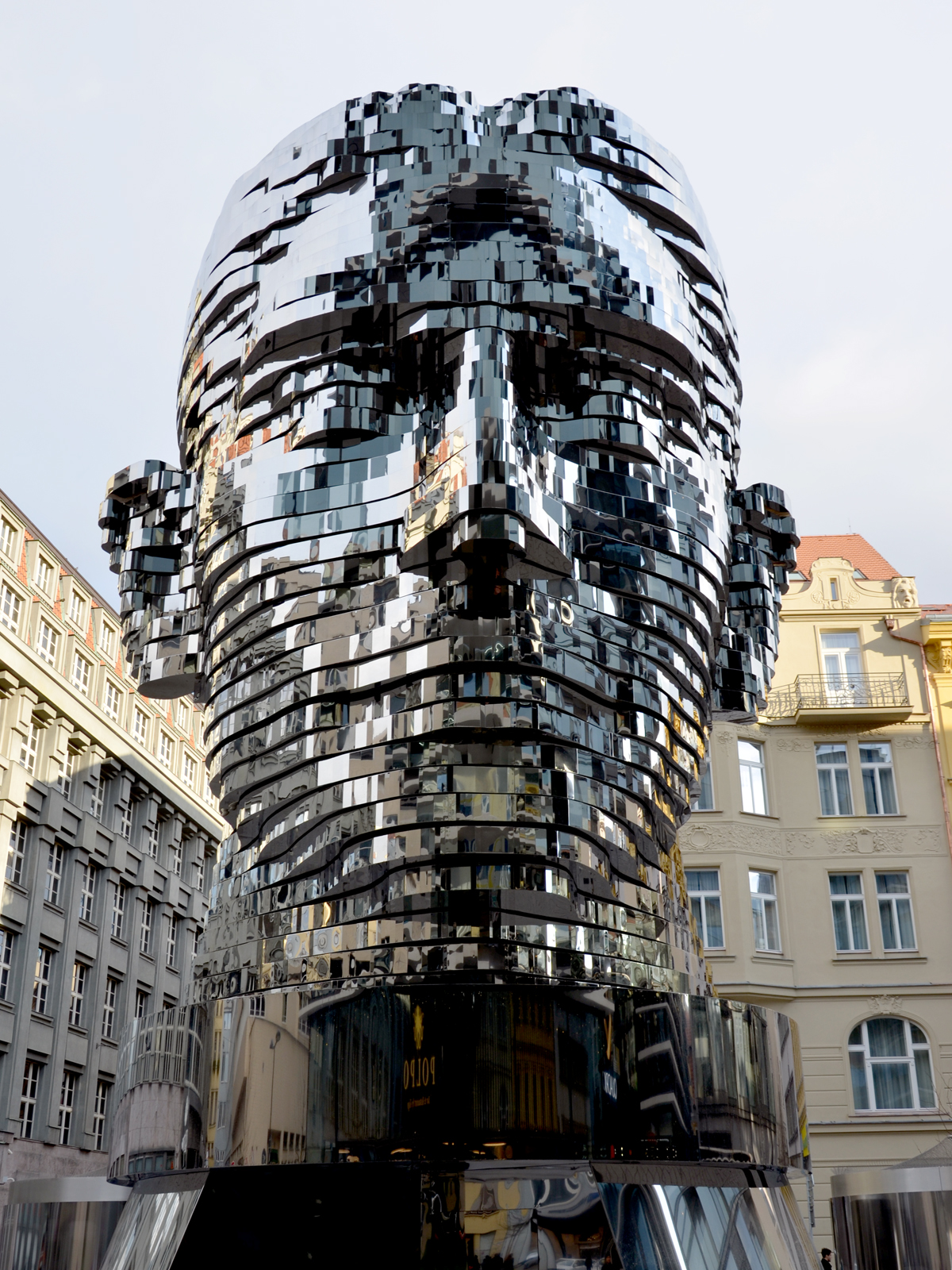
David Černý, kinetická hlava, Franz Kafka

Dílo, které je podobného vzezření jako Metalmorphosis, je umístěno v Praze před obchodním centrem Quadrio (stanice metra Národní třída). Tato 39 tun vážící metrová busta Franze Kafky je složená ze 42 pohybujících se vrstev, celkem čítá 252 větších konstrukčních segmentů, téměř jeden kilometr kabelů, 1 500 m² nerezového plechu zrcadlového lesku a více než 16 300 kusů spojovacího materiálu. Pohyb 11metrové sochy zajišťuje 42 synchronních motorů. Duší sochy je unikátní kód, jehož součástí je 15 programů, z nichž je složena výsledná choreografie pohybu tváře.

### Trifot

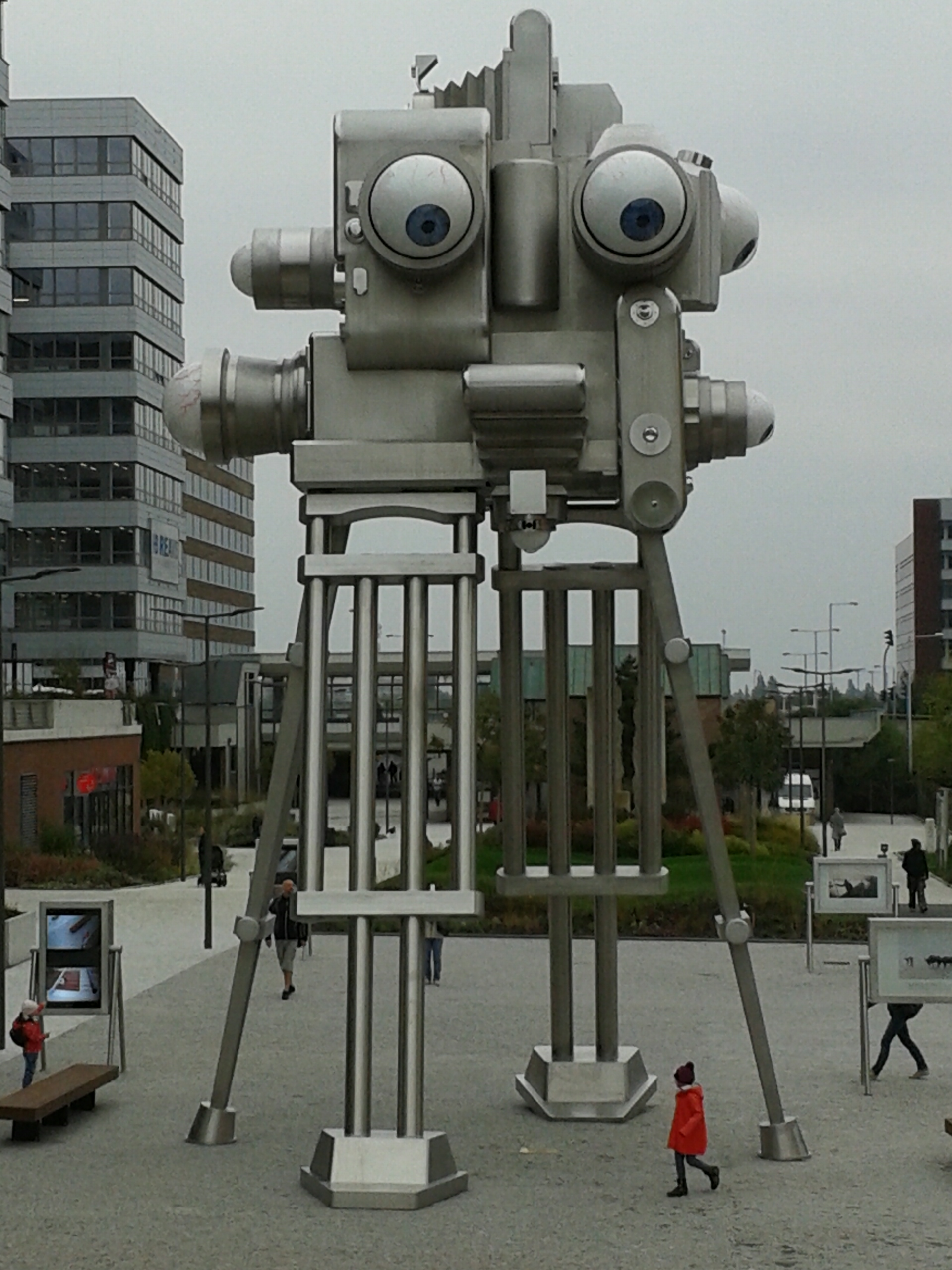
Trifot v Nových Butovicích

Kinetická socha Davida Černého – kráčející orwellovské monstrum – Trifot byla instalována začátkem října 2016 (odhalena 13. října 2016) v těsné blízkosti pražské stanice metra Nové Butovice. Instalace stojí před novou galerií Czech Photo Centre, které by mělo prezentovat současné domácí i světové umění s důrazem na fotografii a video. Obří bulvy na dvanáctimetrové nerezové konstrukci Trifota sledují kolemjdoucí chodce a jejich obraz se na moment objeví na šesti obrazovkách rozmístěných na volnočasové zóně kolem monumentální plastiky. Galerii i venkovní prostor s Trifotem financovala stavební společnost Trigema.

### Pegasové

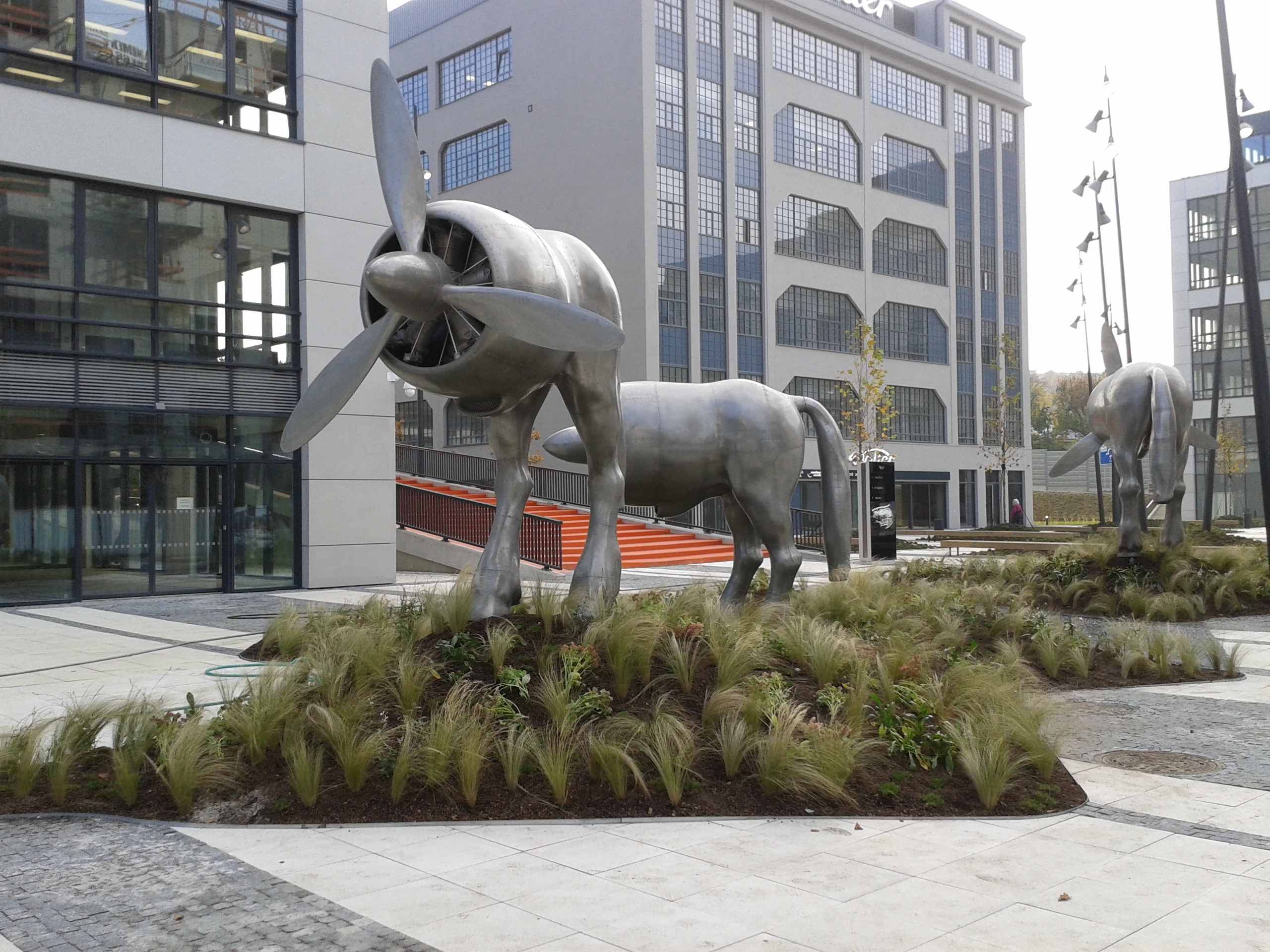
Pegasové v rezidenci Waltrovka

Nová lávka pro pěší spojila (ve druhé půlce října roku 2017) stanici pražského metra B Jinonice se vznikající čtvrtí v bývalé Waltrovce. Na konci lávky vzniklo náměstí. Dne 18. října 2017 večer byly na tomto místě odhaleny tři sochy výtvarníka Davida Černého s názvem "Pegasové". Sochy jsou napůl koňmi a napůl motory. Přední části trupů koní (včetně hlav) jsou nahrazeny leteckými motory s třílistými vrtulemi. Dílo evokuje historickou skutečnost, že v bývalé továrně – Waltrovce byly v minulosti vyráběny letecké motory. Všechny sochy jsou mechanické (vrtule jsou otočné). Brownfield Waltrovky, bývalé továrny na letecké motory, koupila v roce 2012 společnost Penta.
Ono se to jmenuje Horse Power. A ještě ke všemu jsou to pegasové. Ten fór je v tom, že se tady vyráběl známý Walter motor, který se jmenoval Pegasus.
David Černý 

### Speederman

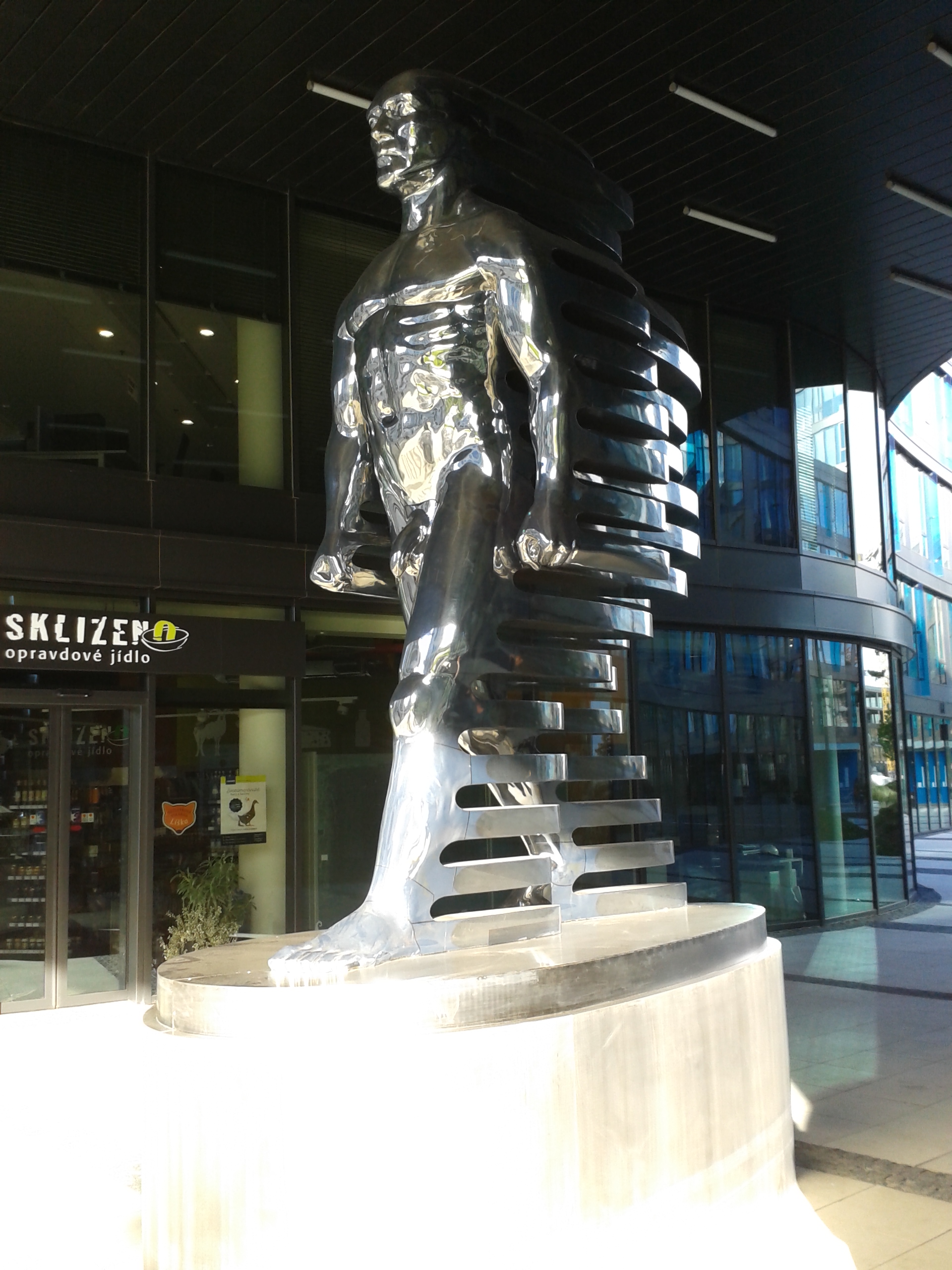
Speederman v rezidenci Waltrovka

Plastika Speederman je vysoká 4 metry a má hmotnost 600 kg. Představuje nahou stříbrnou postavu superhrdiny viditelně zamrzlého v nelidsky rychlém pohybu, který je znázorněn opouštěním pohybových linií "táhnoucích se" za lidskou figurou. Mužská postava znázorňuje metaforu pro lidskou evoluci a estetické ideály lidského těla. Zároveň je i silným komentářem zrychleného tempa života ve městských společnostech v době nových technologií. Současně akcentuje složitost na cestě v našem každodenním životě. Speedermana nelze zaměňovat za Marvelovo "Silver Surfera" ani za tekutého kovového "Terminátora" (z filmu "Terminátor II"). Ani to není žádná komiksová postava. Plastika byla veřejnosti poprvé představena na 3. ročníku světového festivalu v Amsterdamu v roce 2013. Speederman je instalován ve veřejném prostoru v areálu brownfieldu Waltrovky v Praze Jinonicích.

### Brouk
Pohyblivá plastika Brouk je vysoká téměř 17 metrů, nachází se u pražského komplexu BB Centrum. Představuje ji nadživotní model automobilu Porsche 911 připnutý na špendlíku, což má připomínat brouka v entomologické sbírce.

### Motýli na Máji
Ve dnech 18.–19. května 2024 byli na fasádu obchodního domu Máj v Praze nainstalováni dva 20metroví fialovomodří motýli s tělem v podobě letounu Spitfire.
Realizaci předcházela přestřelka autora s kurátorkou umění ve veřejném prostoru Galerie hlavního města Prahy v České televizi.

### Socha Věry Čáslavské
Socha Věry Čáslavské je osobitě ztvárněná, nekontroverzní, pohyblivá ocelová socha (výška 9 až 10 metrů; hmotnost 7,5 tuny) v barvách české trikolory věnovaná poctě a vzpomínce na českou sportovní gymnastku a sedminásobnou olympijskou vítězku Věru Čáslavskou. Plastika byla vytvořen u příležitosti letních olympijských her 2024 v Paříži.

### Neuskutečněné návrhy
David Černý navrhoval umístit sochu obřího onanisty na Národní divadlo.

## Galerie (výše nepopsaná díla)

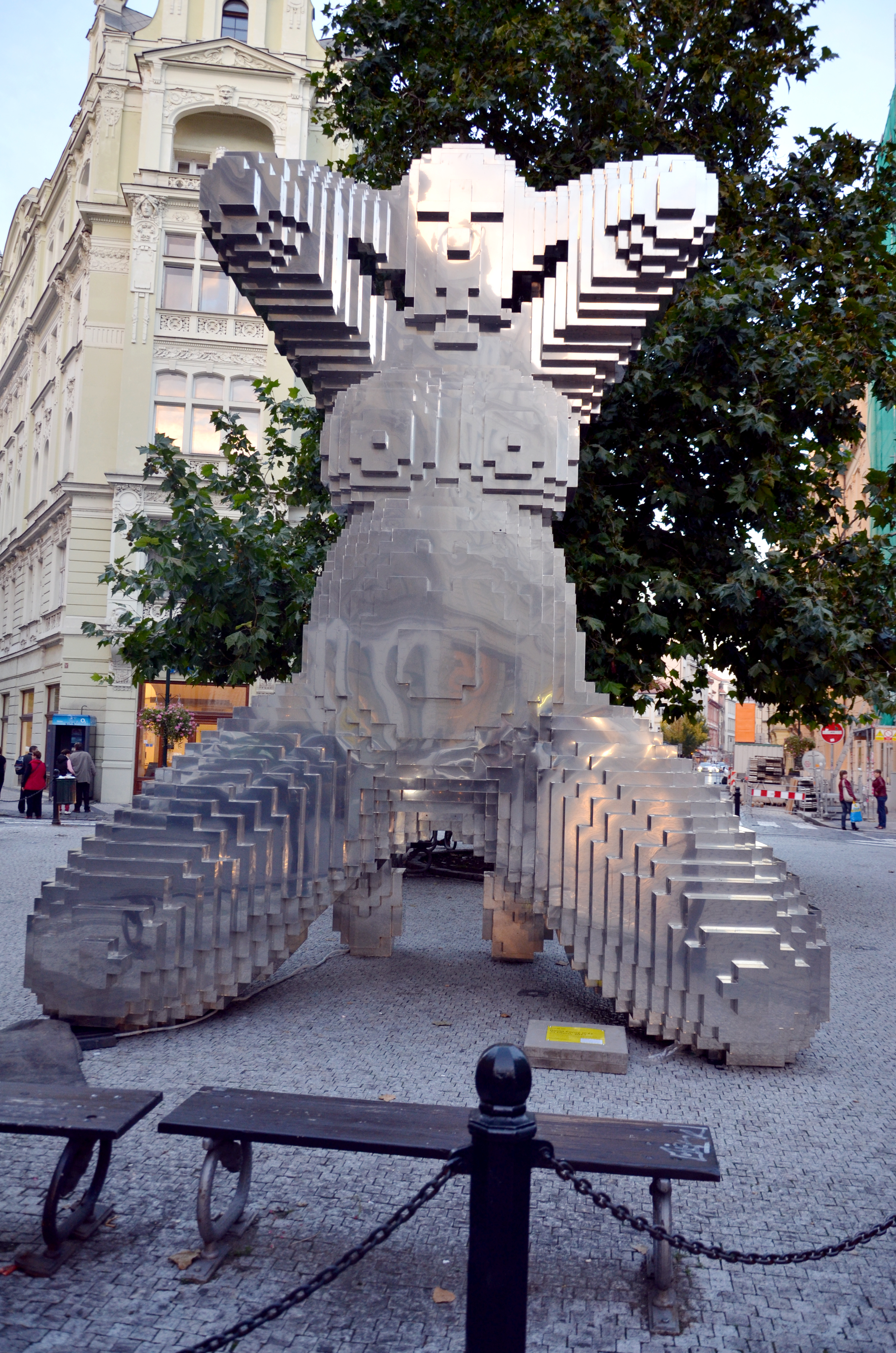
In Utero (nerezová ocel, výška 6 m), David Černý, Dlouhá ul., Praha
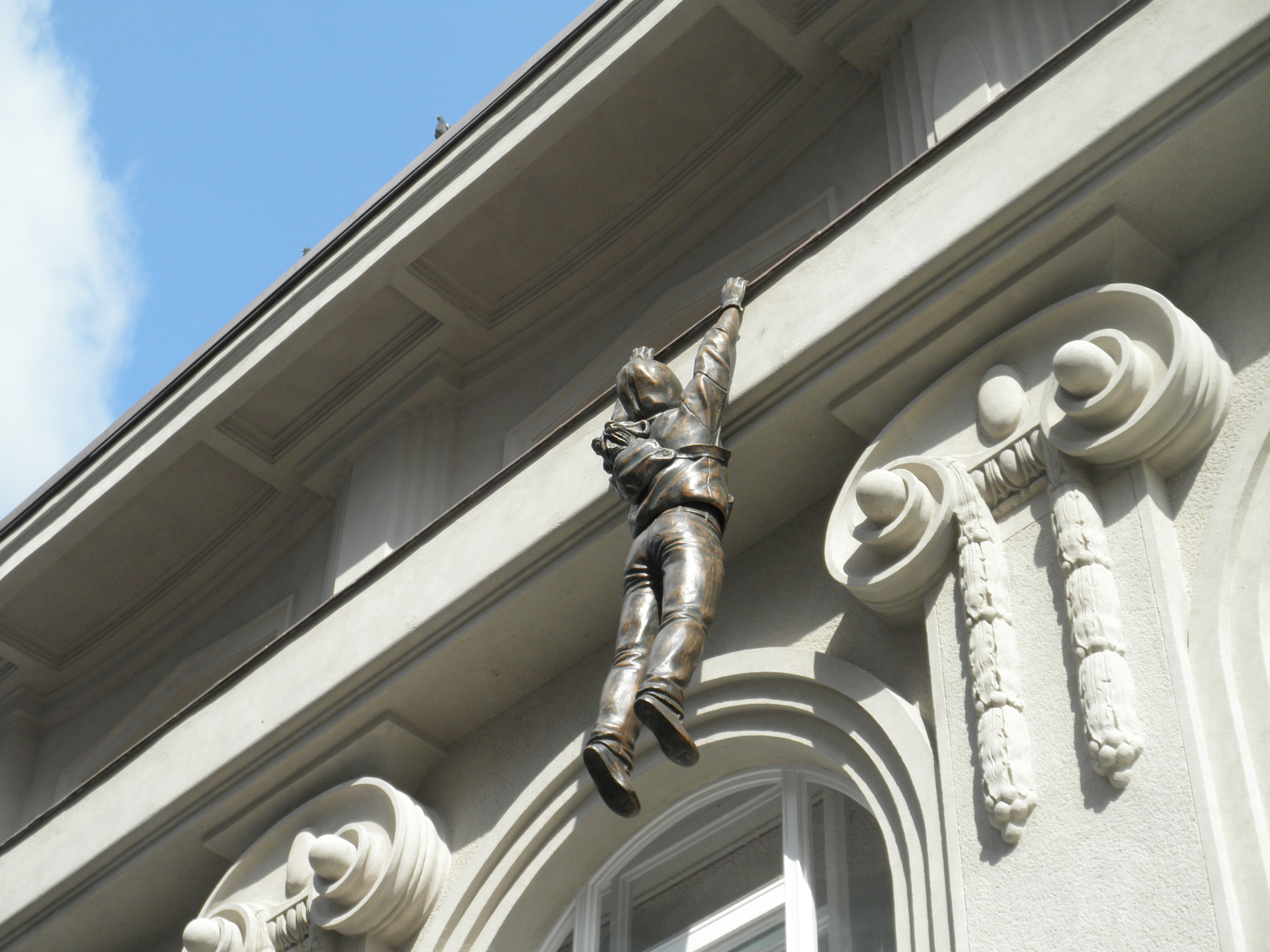
Plastika Zloděj (2017) ručkuje a nadává na římse Muzea moderního umění v Olomouci
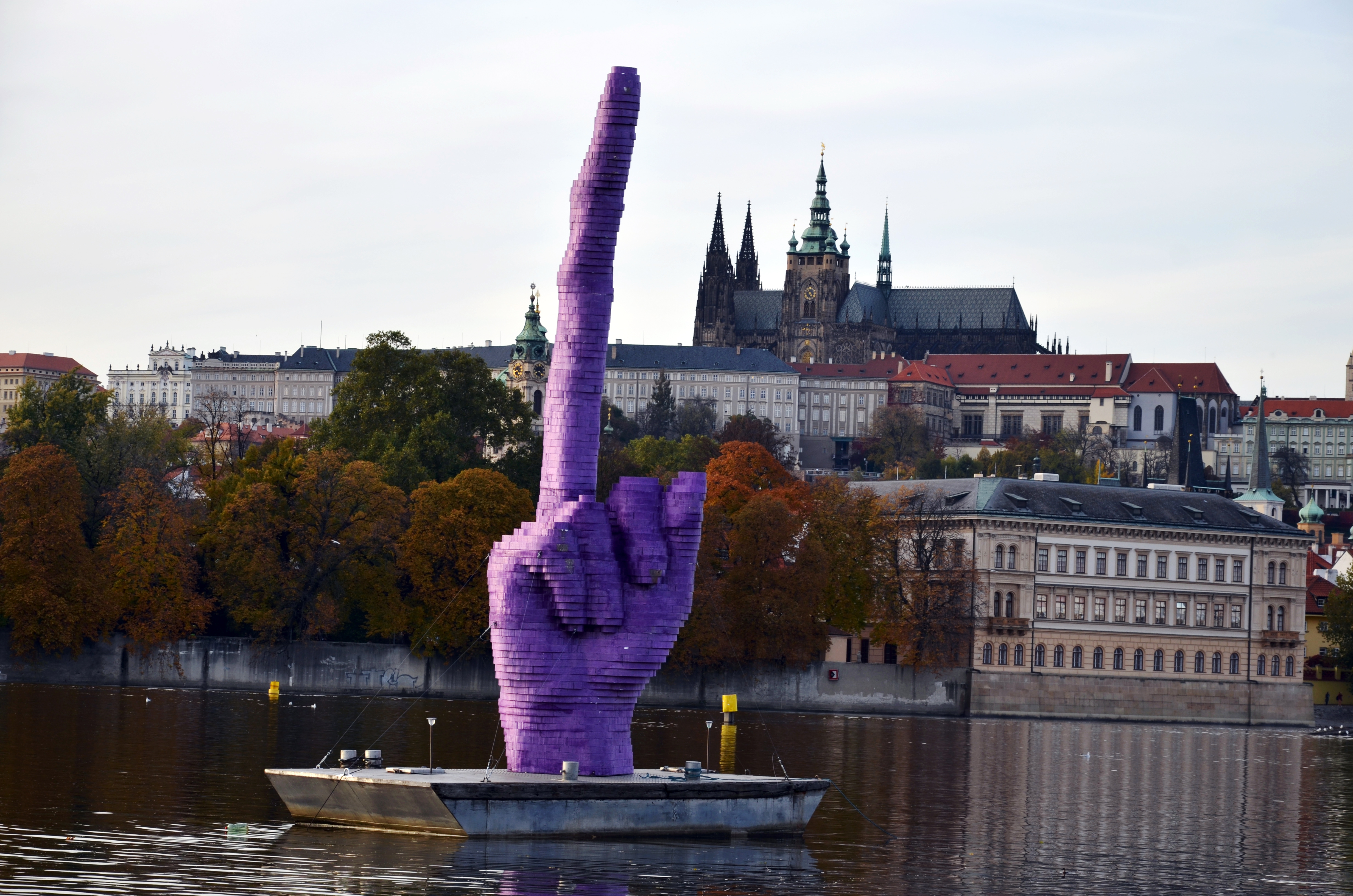
Gesto, David Černý (sochař), 21. října 2013, Praha

## Výstavy

### Samostatné výstavy
- 1989 – Hlavy, Vysoká škola uměleckoprůmyslová v Praze, Palác kultury, Praha
- 1990 – Výstava pro nejnižší pudy, klub Delta, Praha (s Tomášem Pospiszylem)
- 1991 – Malost, Galerie města Znojmo
- 1991 – Průvan, Museum moderního umění Andy Warhola, Medzilaborce
- 1992 – Plodnost, klub Rubín, Praha, (s Markétou Baňkovou)
- 1993 – Umělí, Galerie Václava Špály, Praha
- 1999 – Česká ambasáda, Londýn
- 2000 – New York University, Praha
- 2002 – Cirkus Černý, Rotterdam, MAMA gallery, Rotterdam, NAI, Boijmans van Beuningen, Tent, Politiegalerei, veřejná místa)
- 2002 – Chromosome gallery, Berlín (spolu s Mara De Luca)
- 2002 – Kresby, Galerie v kapli, Bruntál
- 2007 – Viselec, Czech centrum, Chicago
- 2009 – Dvorak sec contemporary, Praha, CO2 gallery, Řím
- 2010 – Galerie Mona Lisa, Olomouc, Arsenal Gallery, Poznaň
- 2010 – Entropa, Council of the European Union, The Justus Lipsius building, Brusel
- 2011 – Freedom, Meetfactory, Praha
- 2013 – Über ego, Dvorac Sec Contemporary, Praha

### Skupinové výstavy
- 1989 – Listopad 89 (Galerie Mánes, Praha)
- 1989 – Neoúchvatní (undergroundová výstava umění, Praha)
- 1989 – Úsměv, škleb a grimasa (Palác kultury, Praha)
- 1990 – Česká alternativa (Galerie Ministerstva kultury ULUV, Praha)
- 1990 – Staroměstské dvorky: Quo Vadis (výstava v exteriéru města, Praha)
- 1991 – Festival světla (festival avantgardního umění, Pod Stalinem, Praha)
- 1991 – Sarkfabrik (mezinárodní výstava mladých umělců, Vídeň)
- 1992 – Edge 92 (Mezinárodní bienále výtvarného umění a performancí, Madrid – Londýn)
- 1993 – Europe without Walls (Manchester)
- 1994 – 22. bienále Sao Paulo, Sao Paulo, Brazílie
- 1994 – 600 SIAF, Mezinárodní festival umění, Soul
- 1994 – Impermanent Places, Seven Installations from Prague, The World Financial Center, New York
- 1994 – You Must Remember This (Ronald Feldman Fine Arts, New York)
- 1994 – Young Artist from Prague (Kunstmuseum, Düsseldorf)
- 1996 – Artcircolo 95, Zámek Mělník
- 1996 – Beyond Belief, Museum of Contemporary Arts, Chicago
- 1996 – Dresden Technische Museum, The Thing Bettwen
- 1996 – Inst of Contemp.Art, Philadelphia, USA
- 1996 – Landesgalerie Linz, Objekt:Video, Rakousko
- 1996 – Orbis Fictus, Nová média v současném umění, Národní galerie, Valdštejnská jízdárna, Praha
- 1996 – P.S.1 94-95 Studio artists, The clocktower, New York
- 1996 – Respekt, Richterova vila, Praha
- 1996 – Whitney Museum Independent Study Program, New York
- 2000 – České kulturní centrum, Berlín
- 2000 – Galerie Jiří Švestka, Praha
- 2000 – 99 CZ, Praha
- 2000 – After the Wall, Muderna Muset Stockholm, Berlín, Budapešť
- 2000 – Ateliér veškerého sochařství, Richterova vila, Praha
- 2000 – Czechische vogels, Kunstthalle Dresden
- 2000 – Český betlém, Autostadt Volksburg
- 2000 – Chalupeckého cena, Národní galerie, Praha
- 2000 – Joslyn Memorial Art Museum, Omaha, Nebraska
- 2000 – Konec světa, Národní galerie v Praze
- 2000 – SCCA Kyjev, Ukrajina
- 2000 – Umění ve veřejném prostoru, Veletržní palác, Praha
- 2000 – Zvětšení, Moravská galerie v Brně
- 2001 – A Sense of Wellbeing, Karlovy Vary
- 2001 – Chromosome gallery, Berlín
- 2002 – Between Dresden and Prague, Italská ambasáda Praha
- 2002 – Politikum, Praha

### Realizace a stálé instalace
- 1991 – Quo vadis, Staroměstské dvorky, Praha, nyní zahrada Velvyslanectví Spolkové republiky Německo, Praha
- 1994 – Růžový tank, Smíchov, nyní Vojenské technické muzeum Lešany
- 1999 – Svatý Václav, pasáž Lucerna, Praha
- 2000 – Czech native sceen, autostadt Wolfsburg
- 2001 – Miminka, televizní vysílač, Praha
- 2001 – 10 Dkg Tanku, Lázně Bohdaneč
- 2003 – Sochy / Brownnosers, Galerie Futura, Praha
- 2004 – Čůrající postavy, Hergetova Cihelna, Praha
- 2005 – Hostina obrů, Liberec
- 2006 – Metalmorphosis fountain, Charlotte (Severní Karolína),
- 2008 – Embryo, Divadlo Na zábradlí, Praha
- 2010 – Tuned Death, Centrum současného umění DOX, Praha
- 2010 – Golem, Poznaň
- 2011 – Krychloids, Čeladná, Moravskoslezský kraj
- 2012 – London Booster, Londýn od roku 2012 v Praze na Chodově
- 2014 – Hlava Franze Kafky, Quadrio, Praha 1
- 2016 – Trifot, Nové Butovice, Praha
- 2017 – Pegasové, Rezidence Waltrovka, Jinonice, Praha 5
- 2020 – Brouk, BB Centrum, Michle, Praha 4
- 2020 – Pomník Ruské osvobozenecké armádě, Řeporyje, Praha

### Performance a skupinové akce
- 1987 – Most, Praha
- 1987 – Zvuky, Ostrava
- 1988 – Hnus, Praha
- 1988 – Póza, Centre Georges Pompidou, Paříž
- 1989 – Nerealizovaná tajná akce, Praha
- 1991 – Růžový tank, Praha

### Film
- 1988 – Vychovatel ke strachu, režie Pavel Marek, animace
- 1997 – Knoflíkáři, režie Petr Zelenka, architekt a herec
- 1998 – Praha očima…, režie Artemio Benki, architekt a herec 4. povídky („Riziko“)
- 1998 – Dotek obrazu, absolventský film Davida Čálka, FAMU, architekt
- 2002 – ARTOZA, měsíčník TV pořad o současném umění, námět a scénář
- 2008 – Vetřelci a volavky, účast na dokumentárním filmu o historii a současném stavu uměleckých děl vytvořených v letech 1968–1989
- 2022 – BANGER., režie Adam Sedlák

### Divadlo
- 1990–1992 – scénografie divadlo Rubín
- 1999 – Odpočívej v pokoji, režie: David Czesaný, činoherní studio Ústí n. L.
- 2001 – Vídeňský řízek, George Tabori, Divadlo Na zábradlí, režie: Jiří Pokorný

### Monografie
- 2017 – Fifty Licks, Jan H. Vitvar, David Černý, nakl. Paseka[47]
- 2018 – David Černý, David Černý, Tomáš Pospiszyl, nakl. BiggBoss[48]

### Kulturní centrum
Společně s hudebníkem Davidem Kollerem a filmařkou Alicí Nellis stál za vybudováním kulturního centra MeetFactory, otevřeného v roce 2007 v prostoru železničního depa na Smíchově. Budovu zdobí jeho plastika Červená auta v podobě dvou automobilů visících na věšácích. Další místo s jeho tvorbou na fasádě je muzeum a galerie Musoleum, primárně zaměřené na jeho díla. 

## Kontroverzní výroky
Za prototyp Čecha označil Černý nepromíchanou, nezajímavou a lehce zknedlíkovanou hmotu, která je nasáklá pivem. Za tyto výroky na něj podal Ladislav Bátora trestní oznámení pro hanobení rasy, národa a přesvědčení, ale policie věc odložila jako věc, která nenaplňuje skutkovou podstatu trestného činu.
Po volbě Miloše Zemana prezidentem prohlásil, že "estébácké metody, demagogie, náckovství a hlouposti mají navrch". Nemůžeme se podle Černého divit, když jedna velká část těch inteligentních zahučela komínem a druhá velká část těch, kteří tuto zemi svým způsobem postavili, byla po tom vyhozena.